# 古河紀念講堂

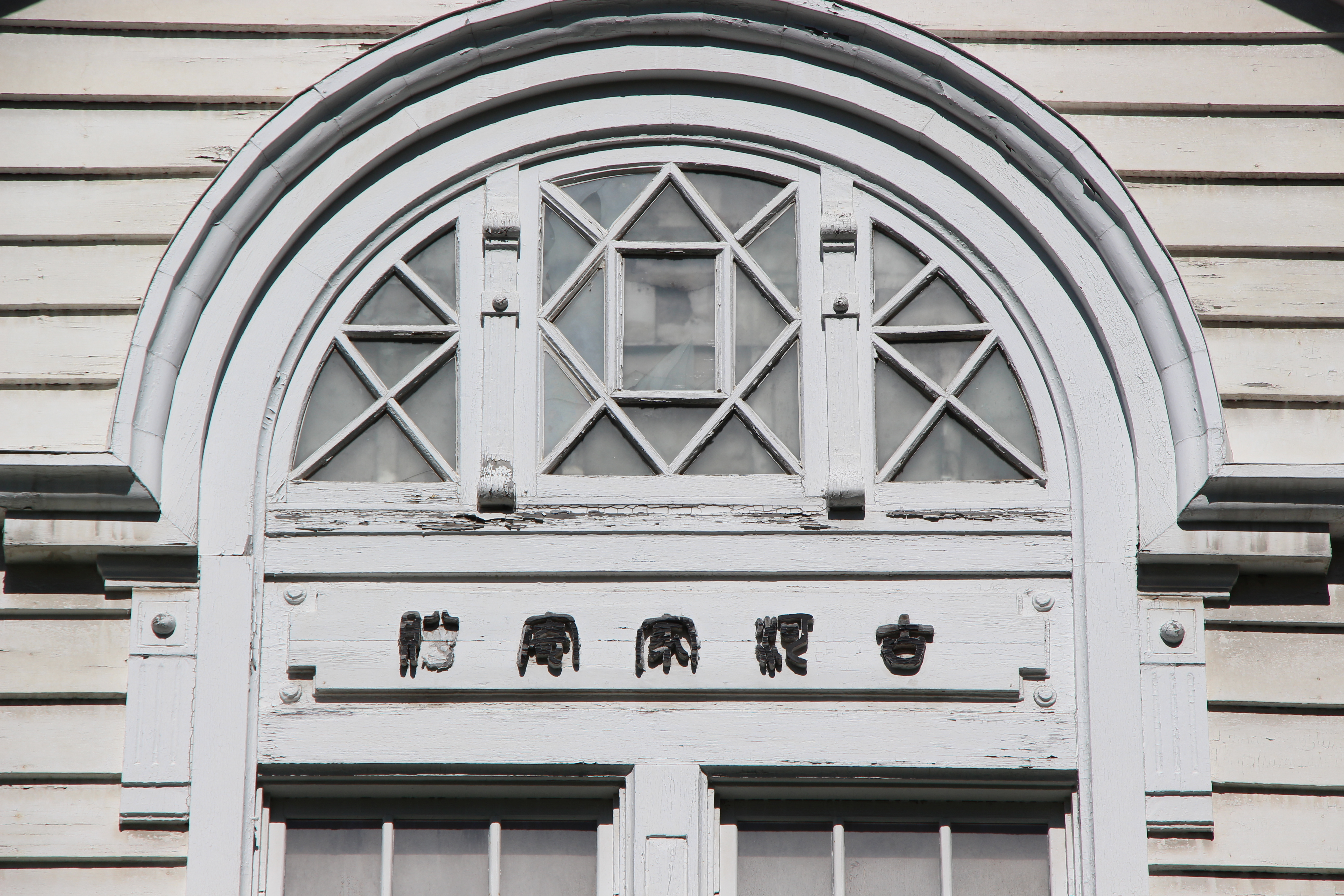
正面玄關上方有「古河家寄贈」的文字(從右讀起)

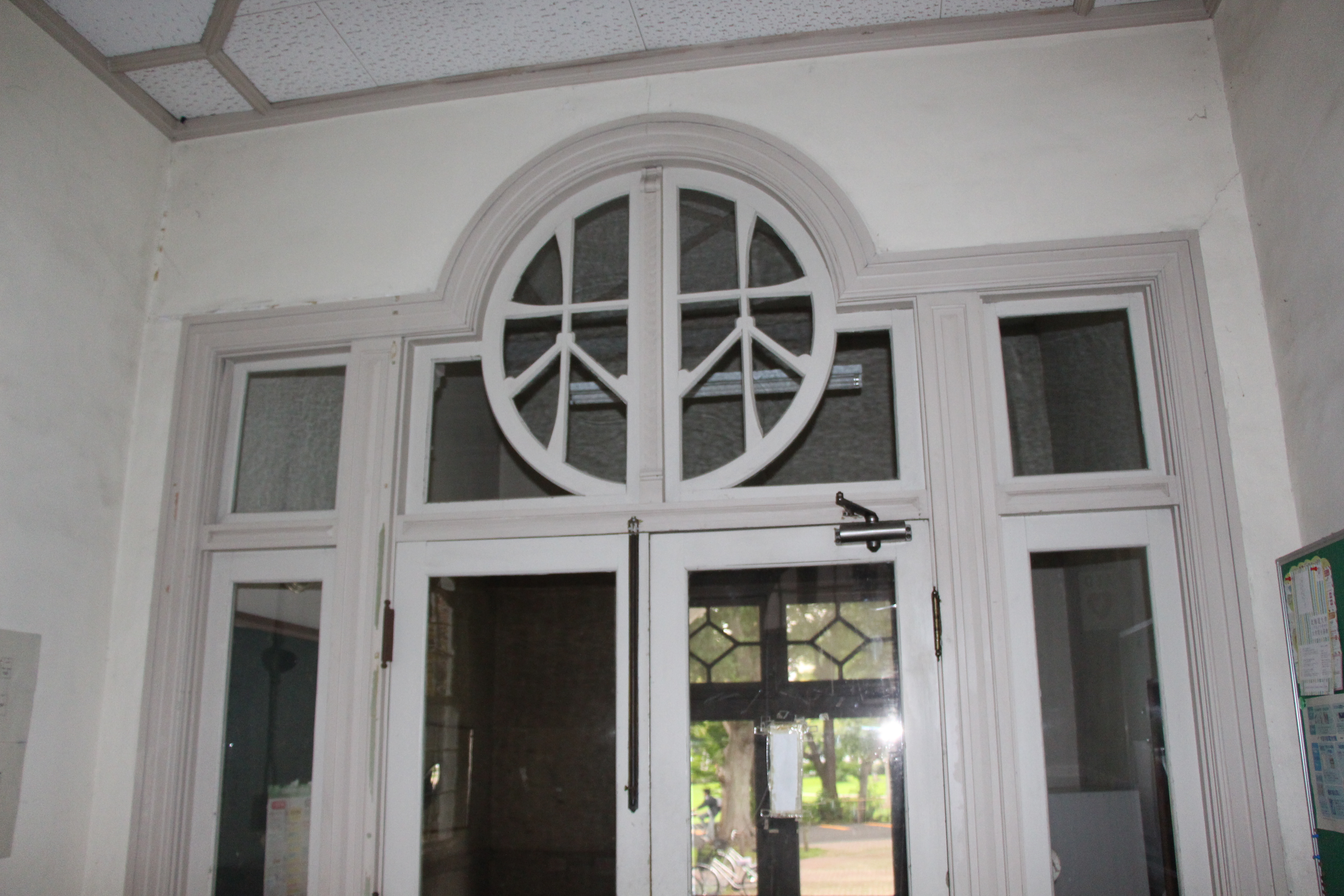
建物内部的「林」字欄干

古河記念講堂（日語：ふるかわきねんこうどう）是位於日本北海道札幌市北區北9條西7丁目的北海道大學校內建築。是日本的國家有形文化資產。是北海道大學校内施設，被稱為「古河講堂」。

## 概要
该建筑是古河家捐贈記念事業贊助金所建造的教室中，唯一現存的建築。由古河財閥從經營事業足尾銅山中所獲取的利益來贊助，有補償足尾礦山礦毒事件之意味 。
現在作為文學研究科的校舍使用，北海道大學以外的人無法進入内部，但可自由欣賞外觀。
全體採用了法国文艺复兴樣式的風格，在建築各部可看到華麗的設計。但外牆是雨淋板，主棟是懸山頂屋頂等等是在法國文藝復興樣式中沒有的特徵，種種特徵的混雜組合比較偏向美國維多利亞式 。 建築本體是中央入口、左右兩邊伸展出翼部的構造，由文科省技師新山平四郎所設計。
中央部則設計有小塔，曾放有時鐘。 曾作為林學教室的事實來看，隨處可見「林」字的裝飾，如 玄關中門的欄干即有「林」字設計。
最初在1965年大學施設配置圖上是「古河講堂」這個名字，但在申請登録有形文化資產時誤加了「記念」一詞，而沿用至今 。

## 沿革
- 1907年(明治40年) - 從札幌農學校改組為新設立的東北帝國大學和分設東北帝國大學農科大學[4]。
- 1909年(明治42年) 11月24日 - 竣工
- 1955年(昭和30年）4月 - 移交一般教養部管理。移轉至一般教養部的管理部門[5]。
- 1959年(昭和34年）4月 - 成為教養部的本館。
- 1963年(昭和38年） - 教養部管理部門移轉至北17條的新館。仍殘留一些未能移至新館新館的教官。
- 1968年(昭和43年）11月 - 北海道大學施設計畫委員會決定和其他5棟建築一同保存。
- 1969年(昭和44年）6月 - 因罷課原因封鎖了教養部，成為降養部的臨時辦公室和教官室。
- 1969年(昭和44年）8月 - 文系4學部校舎被封鎖，也暫時作為法學部教官的聯絡總部。
- 1969年(昭和44年）9月 - 該建築被一部份的學生封鎖。10月末才開始解除封鎖。
- 1976年(昭和51年）3月 - 教養部的S棟増築部分完成，教養部教官移轉至那裡。
- 1977年(昭和52年）4月 - 作為新設大學院環境科學研究科的暫時校舎。
- 1980年(昭和55年）3月 - 新的大學院環境科學研究科校舎、完成。之後此棟建築作為文系教官的研究室。[6]
- 1988年(昭和63年）12月 - 被選為札幌鄉土文化百選之一。
- 1997年(平成9年） - 登錄為國家登録有形文化財。
- 1999年(平成11年） - 秋天，因為漏雨關係，進行屋頂替換工程。

## 註腳
1. ↑  .   [2016-10-01]. （原始内容存档于2017-05-02）.
2. ↑  米山勇. . 講談社. 2010: 146. ISBN 978-4-06-216027-8.
3. ↑  米山勇. . 講談社. 2010: 146. ISBN 978-4-06-216027-8.
4. ↑  .   [2018-07-28]. （原始内容存档于2017-07-10）.
5. ↑  下村仁. . 創英社/三省堂書店. 2011: 173. ISBN 9784881425091.
6. ↑  下村仁. . 創英社/三省堂書店. 2011: 174. ISBN 9784881425091.

## 外部連結
- 北海道大学広報誌「リテラ・ポプリ」より北大再発見CAMPUS TOUR （页面存档备份，存于）